# Зірненський парк
Зі́рненський парк — парк-пам'ятка садово-паркового мистецтва місцевого значення в Україні. Об'єкт природно-заповідного фонду Рівненської області. 
Розташваний у селі Зірне Березнівського району Рівненської області. 
Площа 17,2 га. Створений рішенням Рівненського облвиконкому від 22 листопада 1983 року № 343 (зміни згідно з рішенням облвиконкому від 18 червня 1991 року № 98). Перебуває у віданні Березнівського лісового коледжу. 
Закладений 1905 року, а статус пам'ятки отримав відповідно до рішення Рівненської обласної ради у 1972 році. 
Статус надано з метою збереження і розширення у спеціально створених умовах колекцій дерев, чагарників, інших ботанічних об'єктів, які мають велике екологічне значення. Парк нараховує близько 80 видів чагарниково-деревних порід, серед яких: сосна Веймутова, сосна чорна, сосна смолиста і сосна жовта, ялина сибірська та ялина шорсткувата, модрина європейська і модрина польська, клен сріблястий та клен гостролистий, різнолиста форма дуба звичайного.